# Tindall (Misuri)
Tindall es un pueblo ubicado en el condado de Grundy en el estado estadounidense de Misuri. En el Censo de 2010 tenía una población de 77 habitantes y una densidad poblacional de 225,23 personas por km².

## Geografía
Tindall se encuentra ubicado en las coordenadas 40°9′39″N 93°36′35″O / 40.16083, -93.60972. Según la Oficina del Censo de los Estados Unidos, Tindall tiene una superficie total de 0.34 km², de la cual 0.34 km² corresponden a tierra firme y (0%) 0 km² es agua.

## Demografía
Según el censo de 2010, había 77 personas residiendo en Tindall. La densidad de población era de 225,23 hab./km². De los 77 habitantes, Tindall estaba compuesto por el 100% blancos, el 0% eran afroamericanos, el 0% eran amerindios, el 0% eran asiáticos, el 0% eran isleños del Pacífico, el 0% eran de otras razas y el 0% pertenecían a dos o más razas. Del total de la población el 0% eran hispanos o latinos de cualquier raza.